# Alianza Democrática de Chile
La Alianza Democrática comprendida entre los años 1942 y 1947, fue una coalición electoral y de gobierno chilena formada en octubre de 1942. Estaba conformada por el Partido Radical, Partido Socialista, Partido Comunista, Partido Democrático y el Partido Socialista de Trabajadores (hasta junio de 1944 cuando se incorporan sus militantes al PCCh). Apoyada por la Confederación de Trabajadores de Chile.
Es la continuación del Frente Popular, a la muerte de Pedro Aguirre Cerda. El candidato presidencial, el radical Juan Antonio Ríos gana la elección de 1942. Este conforma un gobierno que tiene como base los principales partidos de la Alianza Democrática sin embargo al inicio de la administración de Ríos, la alianza tambalea y pone presiones al gobierno repetidamente.
Al morir Ríos en el cargo (1946), la alianza empieza un rápido deterioro. No obstante logró triunfar en las elecciones presidenciales de 1946 con la candidatura de Gabriel González Videla, la que no contó con el apoyo del Partido Socialista. Sin embargo, la Alianza se disolvió en 1947 tras las elecciones municipales, derivando posteriormente en la ilegalización del Partido Comunista de Chile.